# Mistrovství světa silničních motocyklů 2023
Mistrovství světa silničních motocyklů 2023 bylo 75. sezonou Mistrovství světa silničních motocyklů F. I. M., běžně označovaného jako MotoGP.
Jeho součástí jsou tradičně kategorie Moto3, Moto2 a MotoGP, celkem popáté se jede také soutěž elektromotocyklů (MotoE), poprvé však na úrovni mistrovství světa (doposud se jednalo o přidružený světový pohár).
První závod se uskutečnil netradičně v Portugalsku, a to 26. března, neboť jindy obvyklý první závod v Kataru musel být pro rekonstrukci okruhu naplánován až na předposlední závodní víkend v listopadu. Sezonu zakončila tradičně Velká cena Valencie, a to až 26. listopadu.
V kalendáři sezony 2023 bylo v plánu rekordních 21 závodních víkendů, ale v průběhu sezony bylo oznámeno zrušení kazašské GP kvůli pokračujícím homologačním pracím. Sezona 2023 se tak spolu se sezonou 2022 a 2024 stala se 20 závodními víkendy nejdelší v historii MotoGP.

## Kalendář mistrovství světa
| Kalendář Mistrovství světa silničních motocyklů 2023 | Kalendář Mistrovství světa silničních motocyklů 2023 | Kalendář Mistrovství světa silničních motocyklů 2023         | Kalendář Mistrovství světa silničních motocyklů 2023 | Kalendář Mistrovství světa silničních motocyklů 2023 | Kalendář Mistrovství světa silničních motocyklů 2023 |
| pořadí                                               | datum                                                | název GP                                                     | okruh                                                | země                                                 | poznámky                                             |
| ---------------------------------------------------- | ---------------------------------------------------- | ------------------------------------------------------------ | ---------------------------------------------------- | ---------------------------------------------------- | ---------------------------------------------------- |
| 1                                                    | 26. března                                           | Grande Prémio Tissot de Portugal                             | Autódromo Internacional do Algarve                   | Portugalsko                                          |                                                      |
| 2                                                    | 2. dubna                                             | Gran Premio Michelin® de la República Argentina              | Termas de Río Hondo                                  | Argentina                                            |                                                      |
| 3                                                    | 16. dubna                                            | Red Bull Grand Prix of The Americas                          | Circuit of The Americas                              | Spojené státy americké                               |                                                      |
| 4                                                    | 30. dubna                                            | Gran Premio MotoGP™ Guru by Gryfyn de España                 | Circuito de Jerez - Ángel Nieto                      | Španělsko                                            |                                                      |
| 5                                                    | 14. května                                           | Shark Grand Prix de France                                   | Le Mans                                              | Francie                                              | MotoE                                                |
| 6                                                    | 11. června                                           | Gran Premio d'Italia Oakley                                  | Autodromo Internazionale del Mugello                 | Itálie                                               | MotoE                                                |
| 7                                                    | 18. června                                           | Liqui Moly Motorrad Grand Prix Deutschland                   | Sachsenring                                          | Německo                                              | MotoE                                                |
| 8                                                    | 25. června                                           | Motul TT Assen                                               | TT Circuit Assen                                     | Nizozemsko                                           | MotoE                                                |
| 9                                                    | 6. srpna                                             | Monster Energy British Grand Prix                            | Silverstone Circuit                                  | Spojené království                                   | MotoE                                                |
| 10                                                   | 20. srpna                                            | CryptoDATA Motorrad Grand Prix von Österreich                | Red Bull Ring - Spielberg                            | Rakousko                                             | MotoE                                                |
| 11                                                   | 3. září                                              | Gran Premi Monster Energy de Catalunya                       | Circuit de Barcelona-Catalunya                       | Katalánsko                                           | MotoE                                                |
| 12                                                   | 10. září                                             | Gran Premio Red Bull di San Marino e della Riviera di Rimini | Misano World Circuit Marco Simoncelli                | San Marino                                           | MotoE                                                |
| 13                                                   | 24. září                                             | IndianOil Grand Prix of India                                | Buddh International Circuit                          | Indie                                                | nový okruh                                           |
| 14                                                   | 1. října                                             | Motul Grand Prix of Japan                                    | Mobility Resort Motegi                               | Japonsko                                             |                                                      |
| 15                                                   | 15. října                                            | Pertamina Grand Prix of Indonesia                            | Pertamina Mandalika International Circuit            | Indonésie                                            |                                                      |
| 16                                                   | 22. října                                            | MotoGP™ Guru by Gryfyn Australian Motorcycle Grand Prix      | Phillip Island                                       | Austrálie                                            |                                                      |
| 17                                                   | 29. října                                            | OR Thailand Grand Prix                                       | Chang International Circuit                          | Thajsko                                              |                                                      |
| 18                                                   | 12. listopadu                                        | PETRONAS Grand Prix of Malaysia                              | Sepang International Circuit                         | Malajsie                                             |                                                      |
| 19                                                   | 19. listopadu                                        | Qatar Airways Grand Prix of Qatar                            | Lusail International Circuit                         | Katar                                                | večerní závod                                        |
| 20                                                   | 26. listopadu                                        | Gran Premio Motul de la Comunitat Valenciana                 | Circuit Ricardo Tormo                                | Valencie                                             |                                                      |
| Zrušené GP                                           |                                                      |                                                              |                                                      |                                                      |                                                      |
| ×                                                    | 9. července                                          | Kazakhstan motorcycle Grand Prix                             | Sokol International Racetrack                        | Kazachstán                                           | GP zrušena                                           |

## Jezdci a týmy MotoGP
| Legenda                 | Legenda         |
| ----------------------- | --------------- |
| Stálý jezdec            |                 |
| Náhradní jezdec         |                 |
| Jezdec na divokou kartu |                 |
| T                       | Tovární tým     |
| S                       | Satelitní tým   |
| st. č.                  | startovní číslo |

| Konstruktér | Tým                                  | Tým | Motocykl         | st. č. | Jezdci                | Účast v GP        |
| ----------- | ------------------------------------ | --- | ---------------- | ------ | --------------------- | ----------------- |
| Aprilia     | Aprilia Racing                       | T   | RS-GP            | 12     | Maverick Viñales      | 1–16              |
| Aprilia     | Aprilia Racing                       | T   | RS-GP            | 41     | Aleix Espargaró       | 1–16              |
| Aprilia     | Aprilia Racing                       | T   | RS-GP            | 32     | Lorenzo Savadori      | 6, 8, 10          |
| Aprilia     | CryptoData RNF MotoGP Team           | S   | RS-GP            | 25     | Raúl Fernández        | 1–16              |
| Aprilia     | CryptoData RNF MotoGP Team           | S   | RS-GP            | 88     | Miguel Oliveira       | 1, 3–4, 6–16      |
| Aprilia     | CryptoData RNF MotoGP Team           | S   | RS-GP            | 32     | Lorenzo Savadori      | 5                 |
| Ducati      | Ducati Lenovo Team                   | T   | Desmosedici GP23 | 1      | Francesco Bagnaia     | 1–16              |
| Ducati      | Ducati Lenovo Team                   | T   | Desmosedici GP23 | 23     | Enea Bastianini       | 1, 4, 6–11, 15–16 |
| Ducati      | Ducati Lenovo Team                   | T   | Desmosedici GP23 | 51     | Michele Pirro         | 3, 13–14          |
| Ducati      | Ducati Lenovo Team                   | T   | Desmosedici GP23 | 9      | Danilo Petrucci       | 5                 |
| Ducati      | Aruba.it Racing                      | T   | Desmosedici GP23 | 51     | Michele Pirro         | 6, 12             |
| Ducati      | Aruba.it Racing                      | T   | Desmosedici GP23 | TBA    | Álvaro Bautista       | TBC               |
| Ducati      | Prima Pramac Racing                  | S   | Desmosedici GP23 | 5      | Johann Zarco          | 1–16              |
| Ducati      | Prima Pramac Racing                  | S   | Desmosedici GP23 | 89     | Jorge Martín          | 1–16              |
| Ducati      | Gresini Racing MotoGP                | S   | Desmosedici GP22 | 49     | Fabio Di Giannantonio | 1–16              |
| Ducati      | Gresini Racing MotoGP                | S   | Desmosedici GP22 | 73     | Álex Márquez          | 1–13, 15–16       |
| Ducati      | Mooney VR46 Racing Team              | S   | Desmosedici GP22 | 10     | Luca Marini           | 1–13, 15–16       |
| Ducati      | Mooney VR46 Racing Team              | S   | Desmosedici GP22 | 72     | Marco Bezzecchi       | 1–16              |
| Honda       | LCR Honda Idemitsu LCR Honda Castrol | S   | RC213V           | 30     | Takaaki Nakagami      | 1–16              |
| Honda       | LCR Honda Idemitsu LCR Honda Castrol | S   | RC213V           | 42     | Álex Rins             | 1–6, 14–16        |
| Honda       | LCR Honda Idemitsu LCR Honda Castrol | S   | RC213V           | 6      | Stefan Bradl          | 8, 13–14          |
| Honda       | LCR Honda Idemitsu LCR Honda Castrol | S   | RC213V           | 27     | Iker Lecuona          | 9–11              |
| Honda       | LCR Honda Idemitsu LCR Honda Castrol | S   | RC213V           | 7      | Takumi Takahashi      | 12                |
| Honda       | Repsol Honda Team                    | T   | RC213V           | 36     | Joan Mir              | 1–6, 9–16         |
| Honda       | Repsol Honda Team                    | T   | RC213V           | 27     | Iker Lecuona          | 8                 |
| Honda       | Repsol Honda Team                    | T   | RC213V           | 93     | Marc Márquez          | 1, 5–16           |
| Honda       | Repsol Honda Team                    | T   | RC213V           | 6      | Stefan Bradl          | 3                 |
| Honda       | Repsol Honda Team                    | T   | RC213V           | 27     | Iker Lecuona          | 4                 |
| Honda       | HRC Team                             | T   | RC213V           | 6      | Stefan Bradl          | 4, 12             |
| KTM         | GasGas Factory Racing Tech3          | T   | RC16             | 37     | Augusto Fernández     | 1–16              |
| KTM         | GasGas Factory Racing Tech3          | T   | RC16             | 44     | Pol Espargaró         | 1, 9–16           |
| KTM         | GasGas Factory Racing Tech3          | T   | RC16             | 94     | Jonas Folger          | 3–8               |
| KTM         | Red Bull KTM Factory Racing          | T   | RC16             | 33     | Brad Binder           | 1–16              |
| KTM         | Red Bull KTM Factory Racing          | T   | RC16             | 43     | Jack Miller           | 1–16              |
| KTM         | Red Bull KTM Factory Racing          | T   | RC16             | 26     | Dani Pedrosa          | 4, 12             |
| Yamaha      | Monster Energy Yamaha MotoGP         | T   | YZR-M1           | 20     | Fabio Quartararo      | 1–16              |
| Yamaha      | Monster Energy Yamaha MotoGP         | T   | YZR-M1           | 21     | Franco Morbidelli     | 1–16              |
| Yamaha      | Yamalube RS4GP Racing Team           | T   | YZR-M1           | 35     | Cal Crutchlow         | 14                |

## České zastoupení
Jediným zástupcem České republiky je v rámci 75. sezony Mistrovství světa silničních motocyklů Filip Salač. Stejně jako v roce 2022 startuje ve střední kubatuře Moto2 v týmu Team Gresini Moto2, ve kterém je mu týmovým kolegou Španěl Jeremy Alcoba.

## Tabulky vítězů
| Legenda k tabulkám vítězů         |
| --------------------------------- |
| vítězství                         |
| 2. místo                          |
| 3. místo                          |
| bodované umístění (4.–15. místo)  |
| nebodované umístění (16. a horší) |
| neklasifikován (NC)               |
| nedokončil (DNF)                  |
| odstoupil (Ret.)                  |
| nestartoval (DNS)                 |
| diskvalifikován (DSQ)             |

### Moto3
Seznam jezdců na pódiových umístěních v kategorii Moto3
| Grand Prix | Grand Prix             | vítězství  | vítězství      | 2. místo  | 2. místo       | 3. místo   | 3. místo           |
| ---------- | ---------------------- | ---------- | -------------- | --------- | -------------- | ---------- | ------------------ |
| 1          | Portugalsko            | Španělsko  | Daniel Holgado | Španělsko | David Muñoz    | Brazílie   | Diogo Moreira      |
| 2          | Argentina              | Japonsko   | Tatsuki Suzuki | Brazílie  | Diogo Moreira  | Itálie     | Andrea Migno       |
| 3          | Spojené státy americké | Španělsko  | Iván Ortolá    | Španělsko | Jaume Masiá    | Španělsko  | Xavier Artigas     |
| 4          | Španělsko              | Španělsko  | Iván Ortolá    | Kolumbie  | David Alonso   | Španělsko  | Jaume Masiá        |
| 5          | Francie                | Španělsko  | Daniel Holgado | Japonsko  | Ayumu Sasaki   | Španělsko  | Jaume Masiá        |
| 6          | Itálie                 | Španělsko  | Daniel Holgado | Turecko   | Deniz Öncü     | Japonsko   | Ayumu Sasaki       |
| 7          | Německo                | Turecko    | Deniz Öncü     | Japonsko  | Ayumu Sasaki   | Španělsko  | Daniel Holgado     |
| 8          | Nizozemsko             | Španělsko  | Jaume Masiá    | Japonsko  | Ayumu Sasaki   | Turecko    | Deniz Öncü         |
| 9          | Spojené království     | Kolumbie   | David Alonso   | Japonsko  | Ayumu Sasaki   | Španělsko  | Daniel Holgado     |
| 10         | Rakousko               | Turecko    | Deniz Öncü     | Španělsko | Daniel Holgado | Japonsko   | Ayumu Sasaki       |
| 11         | Katalánsko             | Kolumbie   | David Alonso   | Španělsko | Jaume Masiá    | Španělsko  | José Antonio Rueda |
| 12         | San Marino             | Kolumbie   | David Alonso   | Španělsko | Jaume Masiá    | Turecko    | Deniz Öncü         |
| 13         | Indie                  | Španělsko  | Jaume Masiá    | Japonsko  | Kaito Toba     | Japonsko   | Ayumu Sasaki       |
| 14         | Japonsko               | Španělsko  | Jaume Masiá    | Japonsko  | Ayumu Sasaki   | Španělsko  | Daniel Holgado     |
| 15         | Indonésie              | Brazílie   | Diogo Moreira  | Kolumbie  | David Alonso   | Španělsko  | David Muñoz        |
| 16         | Austrálie              | Turecko    | Deniz Öncü     | Japonsko  | Ayumu Sasaki   | Austrálie  | Joel Kelso         |
| 17         | Thajsko                | Kolumbie   | David Alonso   | Japonsko  | Taiyo Furusato | Nizozemsko | Collin Veijer      |
| 18         | Malajsie               | Nizozemsko | Collin Veijer  | Japonsko  | Ayumu Sasaki   | Španělsko  | Jaume Masiá        |
| 19         | Katar                  | Španělsko  | Jaume Masiá    | Kolumbie  | David Alonso   | Turecko    | Deniz Öncü         |
| 20         | Valencie               | Japonsko   | Ayumu Sasaki   | Kolumbie  | David Alonso   | Španělsko  | Iván Ortolá        |
| Grand Prix | Grand Prix             | vítězství  | vítězství      | 2. místo  | 2. místo       | 3. místo   | 3. místo           |

### Moto2
Seznam jezdců na pódiových umístěních v kategorii Moto2
| Grand Prix | Grand Prix             | vítězství          | vítězství        | 2. místo  | 2. místo         | 3. místo               | 3. místo        | Filip Salač |
| ---------- | ---------------------- | ------------------ | ---------------- | --------- | ---------------- | ---------------------- | --------------- | ----------- |
| 1          | Portugalsko            | Španělsko          | Pedro Acosta     | Španělsko | Arón Canet       | Itálie                 | Tony Arbolino   | 4. místo    |
| 2          | Argentina              | Itálie             | Tony Arbolino    | Španělsko | Alonso López     | Spojené království     | Jake Dixon      | 7. místo    |
| 3          | Spojené státy americké | Španělsko          | Pedro Acosta     | Itálie    | Tony Arbolino    | Nizozemsko             | Bo Bendsneyder  | 5. místo    |
| 4          | Španělsko              | Spojené království | Sam Lowes        | Španělsko | Pedro Acosta     | Španělsko              | Alonso López    | 9. místo    |
| 5          | Francie                | Itálie             | Tony Arbolino    | Česko     | Filip Salač      | Španělsko              | Alonso López    | 2. místo    |
| 6          | Itálie                 | Španělsko          | Pedro Acosta     | Itálie    | Tony Arbolino    | Spojené království     | Jake Dixon      | 7. místo    |
| 7          | Německo                | Španělsko          | Pedro Acosta     | Itálie    | Tony Arbolino    | Spojené království     | Jake Dixon      | 13. místo   |
| 8          | Nizozemsko             | Spojené království | Jake Dixon       | Japonsko  | Ai Ogura         | Španělsko              | Pedro Acosta    | Ret.        |
| 9          | Spojené království     | Španělsko          | Fermín Aldeguer  | Španělsko | Arón Canet       | Španělsko              | Pedro Acosta    | 13. místo   |
| 10         | Rakousko               | Itálie             | Celestino Vietti | Španělsko | Pedro Acosta     | Japonsko               | Ai Ogura        | 7. místo    |
| 11         | Katalánsko             | Spojené království | Jake Dixon       | Španělsko | Arón Canet       | Španělsko              | Albert Arenas   | Ret.        |
| 12         | San Marino             | Španělsko          | Pedro Acosta     | Itálie    | Celestino Vietti | Španělsko              | Alonso López    | 9. místo    |
| 13         | Indie                  | Španělsko          | Pedro Acosta     | Itálie    | Tony Arbolino    | Spojené státy americké | Joe Roberts     | 10. místo   |
| 14         | Japonsko               | Thajsko            | Somkiat Chantra  | Japonsko  | Ai Ogura         | Španělsko              | Pedro Acosta    | 5. místo    |
| 15         | Indonésie              | Španělsko          | Pedro Acosta     | Španělsko | Arón Canet       | Španělsko              | Fermín Aldeguer | Ret.        |
| 16         | Austrálie              | Itálie             | Tony Arbolino    | Španělsko | Arón Canet       | Španělsko              | Fermín Aldeguer | Ret.        |
| 17         | Thajsko                | Španělsko          | Fermín Aldeguer  | Španělsko | Pedro Acosta     | Thajsko                | Somkiat Chantra | 17. místo   |
| 18         | Malajsie               | Španělsko          | Fermín Aldeguer  | Španělsko | Pedro Acosta     | Španělsko              | Marcos Ramírez  | 14. místo   |
| 19         | Katar                  | Španělsko          | Fermín Aldeguer  | Španělsko | Manuel González  | Španělsko              | Arón Canet      | DNS         |
| 20         | Valencie               | Španělsko          | Fermín Aldeguer  | Španělsko | Arón Canet       | Španělsko              | Alonso López    | 17. místo   |
| Grand Prix | Grand Prix             | vítězství          | vítězství        | 2. místo  | 2. místo         | 3. místo               | 3. místo        | Filip Salač |

### MotoGP
Seznam jezdců na pódiových umístěních v kategorii MotoGP
| sobotní sprint       | sobotní sprint       | sobotní sprint       | sobotní sprint        | sobotní sprint       | sobotní sprint       | Grand Prix | Grand Prix             | Grand Prix | nedělní závod        | nedělní závod         | nedělní závod        | nedělní závod        | nedělní závod        | nedělní závod         |
| vítězství            | vítězství            | 2. místo             | 2. místo              | 3. místo             | 3. místo             | Grand Prix | Grand Prix             | Grand Prix | vítězství            | vítězství             | 2. místo             | 2. místo             | 3. místo             | 3. místo              |
| -------------------- | -------------------- | -------------------- | --------------------- | -------------------- | -------------------- | ---------- | ---------------------- | ---------- | -------------------- | --------------------- | -------------------- | -------------------- | -------------------- | --------------------- |
| Itálie               | Francesco Bagnaia    | Španělsko            | Jorge Martín          | Španělsko            | Marc Márquez         | 1          | Portugalsko            | 1          | Itálie               | Francesco Bagnaia     | Španělsko            | Maverick Viñales     | Itálie               | Marco Bezzecchi       |
| Jižní Afrika         | Brad Binder          | Itálie               | Marco Bezzecchi       | Itálie               | Luca Marini          | 2          | Argentina              | 2          | Itálie               | Marco Bezzecchi       | Francie              | Johann Zarco         | Španělsko            | Álex Márquez          |
| Itálie               | Francesco Bagnaia    | Španělsko            | Álex Rins             | Španělsko            | Jorge Martín         | 3          | Spojené státy americké | 3          | Španělsko            | Álex Rins             | Itálie               | Luca Marini          | Francie              | Fabio Quartararo      |
| Jižní Afrika         | Brad Binder          | Itálie               | Francesco Bagnaia     | Austrálie            | Jack Miller          | 4          | Španělsko              | 4          | Itálie               | Francesco Bagnaia     | Jižní Afrika         | Brad Binder          | Austrálie            | Jack Miller           |
| Španělsko            | Jorge Martín         | Jižní Afrika         | Brad Binder           | Itálie               | Francesco Bagnaia    | 5          | Francie                | 5          | Itálie               | Marco Bezzecchi       | Španělsko            | Jorge Martín         | Francie              | Johann Zarco          |
| Itálie               | Francesco Bagnaia    | Itálie               | Marco Bezzecchi       | Španělsko            | Jorge Martín         | 6          | Itálie                 | 6          | Itálie               | Francesco Bagnaia     | Španělsko            | Jorge Martín         | Francie              | Johann Zarco          |
| Španělsko            | Jorge Martín         | Itálie               | Francesco Bagnaia     | Austrálie            | Jack Miller          | 7          | Německo                | 7          | Španělsko            | Jorge Martín          | Itálie               | Francesco Bagnaia    | Francie              | Johann Zarco          |
| Itálie               | Marco Bezzecchi      | Itálie               | Francesco Bagnaia     | Francie              | Fabio Quartararo     | 8          | Nizozemsko             | 8          | Itálie               | Francesco Bagnaia     | Itálie               | Marco Bezzecchi      | Španělsko            | Aleix Espargaró       |
| Španělsko            | Álex Márquez         | Itálie               | Marco Bezzecchi       | Španělsko            | Maverick Viñales     | 9          | Spojené království     | 9          | Španělsko            | Aleix Espargaró       | Itálie               | Francesco Bagnaia    | Jižní Afrika         | Brad Binder           |
| Itálie               | Francesco Bagnaia    | Jižní Afrika         | Brad Binder           | Španělsko            | Jorge Martín         | 10         | Rakousko               | 10         | Itálie               | Francesco Bagnaia     | Jižní Afrika         | Brad Binder          | Itálie               | Marco Bezzecchi       |
| Španělsko            | Aleix Espargaró      | Itálie               | Francesco Bagnaia     | Španělsko            | Maverick Viñales     | 11         | Katalánsko             | 11         | Španělsko            | Aleix Espargaró       | Španělsko            | Maverick Viñales     | Španělsko            | Jorge Martín          |
| Španělsko            | Jorge Martín         | Itálie               | Marco Bezzecchi       | Itálie               | Francesco Bagnaia    | 12         | San Marino             | 12         | Španělsko            | Jorge Martín          | Itálie               | Marco Bezzecchi      | Itálie               | Francesco Bagnaia     |
| Španělsko            | Jorge Martín         | Itálie               | Francesco Bagnaia     | Španělsko            | Marc Márquez         | 13         | Indie                  | 13         | Itálie               | Marco Bezzecchi       | Španělsko            | Jorge Martín         | Francie              | Fabio Quartararo      |
| Španělsko            | Jorge Martín         | Jižní Afrika         | Brad Binder           | Itálie               | Francesco Bagnaia    | 14         | Japonsko               | 14         | Španělsko            | Jorge Martín          | Itálie               | Francesco Bagnaia    | Španělsko            | Marc Márquez          |
| Španělsko            | Jorge Martín         | Itálie               | Luca Marini           | Itálie               | Marco Bezzecchi      | 15         | Indonésie              | 15         | Itálie               | Francesco Bagnaia     | Španělsko            | Maverick Viñales     | Francie              | Fabio Quartararo      |
| sprint MotoGP zrušen | sprint MotoGP zrušen | sprint MotoGP zrušen | sprint MotoGP zrušen  | sprint MotoGP zrušen | sprint MotoGP zrušen | 16         | Austrálie*             | 16         | Francie              | Johann Zarco          | Itálie               | Francesco Bagnaia    | Itálie               | Fabio Di Giannantonio |
| Španělsko            | Jorge Martín         | Jižní Afrika         | Brad Binder           | Itálie               | Luca Marini          | 17         | Thajsko                | 17         | Španělsko            | Jorge Martín          | Itálie               | Francesco Bagnaia    | Jižní Afrika         | Brad Binder           |
| Španělsko            | Álex Márquez         | Španělsko            | Jorge Martín          | Itálie               | Francesco Bagnaia    | 18         | Malajsie               | 18         | Itálie               | Enea Bastianini       | Španělsko            | Álex Márquez         | Itálie               | Francesco Bagnaia     |
| Španělsko            | Jorge Martín         | Itálie               | Fabio Di Giannantonio | Itálie               | Luca Marini          | 19         | Katar                  | 19         | Itálie               | Fabio Di Giannantonio | Itálie               | Francesco Bagnaia    | Itálie               | Luca Marini           |
| Španělsko            | Jorge Martín         | Jižní Afrika         | Brad Binder           | Španělsko            | Marc Márquez         | 20         | Valencie               | 20         | Itálie               | Francesco Bagnaia     | Francie              | Johann Zarco         | Jižní Afrika         | Brad Binder           |
| vítězství            | vítězství            | 2. místo             | 2. místo              | 3. místo             | 3. místo             | Grand Prix | Grand Prix             | Grand Prix | vítězství            | vítězství             | 2. místo             | 2. místo             | 3. místo             | 3. místo              |
| sobotní sprint       | sobotní sprint       | sobotní sprint       | sobotní sprint        | sobotní sprint       | sobotní sprint       | Grand Prix | Grand Prix             | Grand Prix | nedělní hlavní závod | nedělní hlavní závod  | nedělní hlavní závod | nedělní hlavní závod | nedělní hlavní závod | nedělní hlavní závod  |

*) V rámci GP Austrálie byl kvůli předpovědi počasí přesunut nedělní hlavní závod na sobotu a sobotní sprint přesunut na neděli; kvůli špatným povětrnostním podmínkám byl však sprint zrušen.

### MotoE
Seznam jezdců na pódiových umístěních v kategorii MotoE
| Grand Prix | Grand Prix         | Grand Prix | vítězství | vítězství          | 2. místo  | 2. místo           | 3. místo  | 3. místo           |
| ---------- | ------------------ | ---------- | --------- | ------------------ | --------- | ------------------ | --------- | ------------------ |
| 5          | Francie            | R1         | Španělsko | Jordi Torres       | Španělsko | Héctor Garzó       | Švýcarsko | Randy Krummenacher |
| 5          | Francie            | R2         | Itálie    | Matteo Ferrari     | Španělsko | Jordi Torres       | Španělsko | Héctor Garzó       |
| 6          | Itálie             | R1         | Itálie    | Andrea Mantovani   | Itálie    | Matteo Ferrari     | Itálie    | Mattia Casadei     |
| 6          | Itálie             | R2         | Brazílie  | Eric Granado       | Itálie    | Kevin Manfredi     | Itálie    | Matteo Ferrari     |
| 7          | Německo            | R1         | Španělsko | Jordi Torres       | Švýcarsko | Randy Krummenacher | Itálie    | Nicholas Spinelli  |
| 7          | Německo            | R2         | Španělsko | Héctor Garzó       | Itálie    | Mattia Casadei     | Španělsko | Jordi Torres       |
| 8          | Nizozemsko         | R1         | Itálie    | Matteo Ferrari     | Španělsko | Jordi Torres       | Švýcarsko | Randy Krummenacher |
| 8          | Nizozemsko         | R2         | Itálie    | Matteo Ferrari     | Španělsko | Jordi Torres       | Itálie    | Mattia Casadei     |
| 9          | Spojené království | R1         | Švýcarsko | Randy Krummenacher | Itálie    | Kevin Manfredi     | Brazílie  | Eric Granado       |
| 9          | Spojené království | R2         | Itálie    | Mattia Casadei     | Brazílie  | Eric Granado       | Itálie    | Nicholas Spinelli  |
| 10         | Rakousko           | R1         | Itálie    | Mattia Casadei     | Brazílie  | Eric Granado       | Itálie    | Kevin Zannoni      |
| 10         | Rakousko           | R2         | Itálie    | Mattia Casadei     | Itálie    | Matteo Ferrari     | Itálie    | Kevin Zannoni      |
| 11         | Katalánsko         | R1         | Itálie    | Andrea Mantovani   | Itálie    | Mattia Casadei     | Španělsko | Héctor Garzó       |
| 11         | Katalánsko         | R2         | Itálie    | Mattia Casadei     | Itálie    | Andrea Mantovani   | Itálie    | Nicholas Spinelli  |
| 12         | San Marino         | R1         | Itálie    | Mattia Casadei     | Španělsko | Héctor Garzó       | Itálie    | Nicholas Spinelli  |
| 12         | San Marino         | R2         | Itálie    | Nicholas Spinelli  | Španělsko | Héctor Garzó       | Itálie    | Mattia Casadei     |
| Grand Prix | Grand Prix         | Grand Prix | vítězství | vítězství          | 2. místo  | 2. místo           | 3. místo  | 3. místo           |

## Bodovací systém Mistrovství světa
Za umístění na předních příčkách závodů jsou udělovány mistrovské body do tabulky klasifikace mistrovství světa, jejichž součet je primárním kritériem pro určení celkového pořadí šampionátu. V hlavním závodě obdrží mistrovské body první až patnáctý jezdec, v sobotním krátkém sprintu (jkterý jezdí jen kategorie MotoGP) je bodovaných pouze prvních devět pozic.
Jezdec, který má na konci sezony nejvíce bodů, získá titul mistra světa silničních motocyklů příslušné kategorie. Nastane-li shoda bodů, rozhoduje vyšší počet lepších umístění v sezoně. Archivováno 1. 3. 2021 na Wayback Machine.
| umístění  | body         | body            |
| umístění  | hlavní závod | sobotní sprint* |
| --------- | ------------ | --------------- |
| vítězství | 25           | 12              |
| 2. místo  | 20           | 9               |
| 3. místo  | 16           | 7               |
| 4. místo  | 13           | 6               |
| 5. místo  | 11           | 5               |
| 6. místo  | 10           | 4               |
| 7. místo  | 9            | 3               |
| 8. místo  | 8            | 2               |
| 9. místo  | 7            | 1               |
| 10. místo | 6            | –               |
| 11. místo | 5            | –               |
| 12. místo | 4            | –               |
| 13. místo | 3            | –               |
| 14. místo | 2            | –               |
| 15. místo | 1            | –               |

*) = sobotní sprint jezdí pouze třída MotoGP

## Mistři světa 2023
Tabulky s předními třemi jezdci každé z kubatur podle počtu získaných bodů na konci sezony.

#### Výsledky třídy Moto3
| Moto3               | nár.      | jméno        | body | body |
| ------------------- | --------- | ------------ | ---- | ---- |
| mistr světa         | Španělsko | Jaume Masià  | 274  | 274  |
| vicemistr světa     | Japonsko  | Ayumu Sasaki | 268  | -6   |
| II. vicemistr světa | Kolumbie  | David Alonso | 245  | -29  |

#### Výsledky třídy Moto2
| Moto2               | nár.      | jméno           | body  | body   |
| ------------------- | --------- | --------------- | ----- | ------ |
| mistr světa         | Španělsko | Pedro Acosta    | 332.5 | 332.5  |
| vicemistr světa     | Itálie    | Tony Arbolino   | 249.5 | -83    |
| II. vicemistr světa | Španělsko | Fermín Aldeguer | 212   | -120.5 |

#### Výsledky třídy MotoGP
| MotoGP              | nár.      | jméno             | body | body |
| ------------------- | --------- | ----------------- | ---- | ---- |
| mistr světa         | Itálie    | Francesco Bagnaia | 467  | 467  |
| vicemistr světa     | Španělsko | Jorge Martín      | 428  | -39  |
| II. vicemistr světa | Itálie    | Marco Bezzecchi   | 329  | -138 |

#### Výsledky třídy MotoE
| MotoE               | nár.      | jméno          | body | body |
| ------------------- | --------- | -------------- | ---- | ---- |
| mistr světa         | Itálie    | Mattia Casadei | 260  | 260  |
| vicemistr světa     | Španělsko | Jordi Torres   | 217  | –43  |
| II. vicemistr světa | Itálie    | Matteo Ferrari | 216  | –44  |